# پلانادا (کالیفرنیا)
پلانادا (به انگلیسی: Planada) یک منطقهٔ مسکونی در ایالات متحده آمریکا است که در شهرستان مرسد، کالیفرنیا واقع شده‌است. پلانادا ۴٫۰۸۵ کیلومتر مربع مساحت و ۴٬۵۸۴ نفر جمعیت دارد و ۶۹ متر بالاتر از سطح دریا واقع شده‌است.